# NGC 3887
NGC 3887 је спирална галаксија у сазвежђу Пехар која се налази на NGC листи објеката дубоког неба.
Деклинација објекта је - 16° 51' 14" а ректасцензија 11h 47m 4,6s. Привидна величина (магнитуда) објекта NGC 3887 износи 10,6 а фотографска магнитуда 11,4. Налази се на удаљености од 19,3000 милиона парсека од Сунца. NGC 3887 је још познат и под ознакама MCG -3-30-12, UGCA 246, IRAS 11445-1634, PGC 36754.